# Ooctonus
Ooctonus (лат. , от др.-греч. ᾠόν «яйцо» и -κτόνος «убийца»; «яйцеубийца») — род паразитических халицид (Chalcidoidea) из семейства Mymaridae. Встречаются повсеместно. Около 40 видов.

## Распространение
Афротропика (Южная Африка), Индо-Австралия (Малайзия, Индонезия, интродуцированы в Новую Зеландию), Ориентальная область (Китай, Индия, Мьянма, Непал), Палеарктика (Австрия, Азорские острова, Бельгия, Болгария, Великобритания, Дания, Германия, Италия, Нидерланды, Норвегия, Польша, Словакия, Чехия, Швеция, Япония), Неарктика (Канада, Мексика, США) и Неотропика (4 вида). В Палеарктике 12 видов, в Неарктике 8 видов.

## Описание
Микроскопического размера перепончатокрылые насекомые (длина около 1 мм). Жгутик усика самок содержит 8 члеников-флагелломеров, конечный членик самый крупный образует булаву (с педицеллюсом, аннулюсом и скапусом в усике 11 сегментов). У самцов 11 и 13 члеников, соответственно (булава отсутствует). Лапки у самок и самцов 5-члениковые. Крылья с сильно редуцированным жилкованием. Яйцевые паразитоиды равнокрылых насекомых цикадок (Cicadellidae и Cercopidae)..
- Ooctonus albiclavus Huber, 2010
- Ooctonus aphrophorae Milliron, 1947
- Ooctonus australensis Perkins, 1905
- Ooctonus canadensis Whittaker, 1931
- Ooctonus capensis Huber, 2010
- Ooctonus clebschi Huber, 2013
- Ooctonus costaricensis Huber, 2013
- Ooctonus flavipodus Subba Rao, 1989
- Ooctonus fuscipes Whittaker, 1931
- Ooctonus hemipterus Haliday, 1833
- Ooctonus himalayus Subba Rao, 1989
- Ooctonus infuscatus Huber, 2010
- Ooctonus insignis Haliday, 1833
- Ooctonus lapen Triapitsyn, 2010
- Ooctonus lokomotiv Triapitsyn, 2010
- Ooctonus nigrotestaceus Subba Rao, 1989
- Ooctonus notatus Walker, 1846
- Ooctonus novickyi Soyka, 1950
- Ooctonus occidentalis Whittaker, 1931
- Ooctonus orientalis Doutt, 1961
- Ooctonus quadricarinatus Girault, 1916
- Ooctonus saturn Triapitsyn, 2010
- Ooctonus silvensis Girault, 1916
- Ooctonus sinensis Subba Rao, 1989
- Ooctonus spartak Triapitsyn, 2010
- Ooctonus sublaevis Förster, 1847
- Ooctonus tretiakovi Triapitsyn, 2010
- Ooctonus us Triapitsyn, 2010
- Ooctonus vulgatus Haliday, 1833
- Ooctonus woolleyi Huber, 2013
- Ooctonus zolnerowichi Huber, 2013
- Другие виды